# Mimanancylus borneensis
Mimanancylus borneensis är en skalbaggsart som beskrevs av Stefan von Breuning 1968. Mimanancylus borneensis ingår i släktet Mimanancylus och familjen långhorningar. Inga underarter finns listade i Catalogue of Life.